# Synagoga w Žatcu
Synagoga w Žatcu (cz. Synagoga v Žatci) – synagoga znajdująca się w Žatcu w Czechach. Jest drugą co do wielkości synagogą w kraju.
Synagoga została zbudowana w latach 1871–1872 przez budowniczego Jana Stanka. Inwestycję sfinansowała lokalna gmina żydowska. Gotową budowlę poświęcił 18 marca 1872 roku rabin Abraham Frank. W 1911 roku synagoga przeszła kapitalny remont. Jej wnętrze pokryto wówczas malowidłami. Podczas nocy kryształowej z 9 na 10 listopada 1938 roku, bojówki hitlerowskie zdewastowały synagogę i od tej pory nie służy celom sakralnym.
Obecnie okazjonalnie wykorzystywana jest do celów kulturalnych. Posiada niezwykle dobrą akustykę, poprzez co organizowane są w niej rozmaite koncerty.

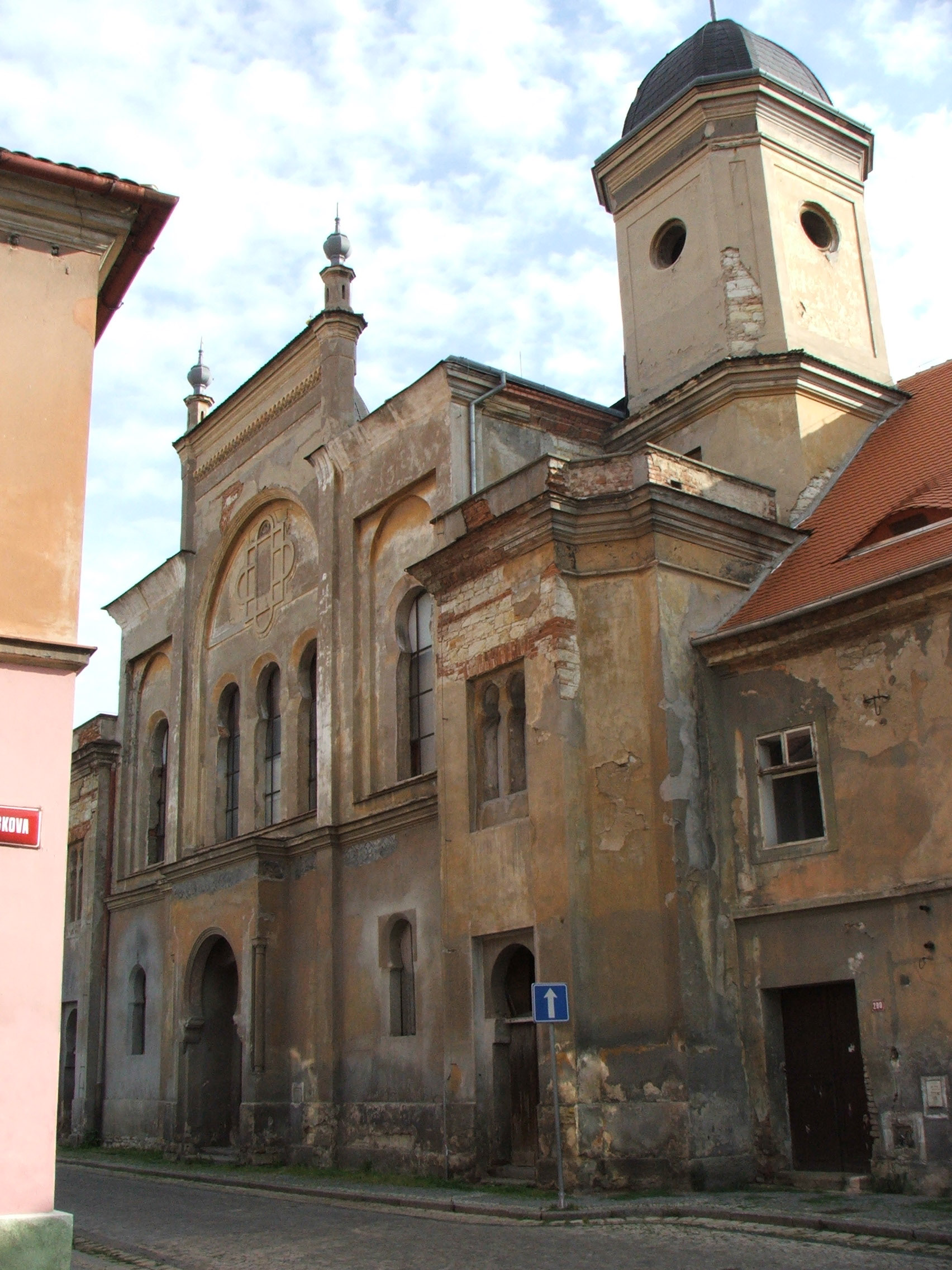
Synagoga w 2005